# Eccellenza Sicilia
La Eccellenza Sicilia es una de las divisiones regionales que conforman la Eccellenza, la quinta categoría del fútbol en Italia, en la cual participan los equipos de la región de Sicilia.
Participan 32 equipos divididos en dos grupos, en donde el ganador de cada grupo logra el ascenso a la Serie D, los segundos lugares clasifican a un playoff de ascenso y los dos peores de cada grupo descienden a la Promozione.

## Equipos 2019/20

### Grupo A
| Club                | Ciudad                  | Estadio                                   | Temporada 2018–19  |
| ------------------- | ----------------------- | ----------------------------------------- | ------------------ |
| Akragas             | Agrigento               | Esseneto                                  | Promozione A, 4.º  |
| Alba Alcamo         | Alcamo                  | Lelio Catella                             | Eccellenza A, 6.º  |
| CUS Palermo         | Palermo                 | CUS (University of Palermo sports centre) | Eccellenza A, 12.º |
| Canicattì           | Canicattì               | Comunale Saraceno (Ravanusa)              | Eccellenza A, 2.º  |
| Castellammare       | Castellammare del Golfo | Giorgio Matranga                          | Eccellenza A, 11.º |
| Cephaledium         | Cefalù                  | Santa Bárbara                             | Promozione B, 1.º  |
| Dattilo Noir        | Paceco                  | Comunale                                  | Eccellenza A, 5.º  |
| Don Carlo Misilmeri | Misilmeri               | Louis Ribolla (Palermo)                   | Promozione A, 2.º  |
| Geraci              | Geraci Siculo           | Comunale (Castellana Sicula)              | Eccellenza A, 7.º  |
| Mazara              | Mazara del Vallo        | Nino Vaccara                              | Eccellenza A, 8.º  |
| Oratorio Marineo    | Marineo                 | Comunale (Belmonte Mezzagno)              | Promozione A, 1.º  |
| Monreale            | Monreale                | Santo Canale (Palermo)                    | Promozione A, 6.º  |
| Parmonval           | Mondello, Palermo       | Franco Lo Monaco                          | Eccellenza A, 4.º  |
| Pro Favara          | Favara                  | Giovanni Bruccoleri                       | Eccellenza A, 9.º  |
| Sancataldese        | San Cataldo             | Valentino Mazzola                         | Serie D/I, 13.º    |
| Sporting Vallone    | Mussomeli               | Alfonso Virciglio (Campofranco)           | Eccellenza A, 10.º |

### Grupo B
| Club                    | Ciudad                  | Estadio                 | Temporada 2018–19                         |
| ----------------------- | ----------------------- | ----------------------- | ----------------------------------------- |
| Acicatena               | Aci Catena              | Polivalente             | Promozione C, 1.º                         |
| Atletico Catania        | Catania                 | Comunale Monte Po       | Eccellenza B, 6.º                         |
| Carlentini              | Carlentini              | Sebastiano Romano       | Promozione C, 3.º                         |
| Enna                    | Enna                    | Generale Gaeta          | Promozione D, 3.º                         |
| Giarre                  | Giarre                  | Regionale               | Eccellenza B, 9.º                         |
| Mascalucia San Pio X    | Mascalucia              | Bonaiuto Somma          | Eccellenza B, 12.º como Catania San Pio X |
| Milazzo                 | Milazzo                 | Grotta Polifemo         | Eccellenza B, 5.º                         |
| Palazzolo               | Palazzolo Acreide       | Scrofani Sallustro      | Eccellenza B, 2.º                         |
| Paternò                 | Paternò                 | Falcone e Borsellino    | Eccellenza B, 4.º                         |
| Ragusa                  | Ragusa                  | Aldo Campo              | Promozione D, 1.º                         |
| Real Siracusa Belvedere | Syracuse                | Enzo Di Bari            | Promozione D, 2.º                         |
| Rosolini                | Rosolini                | Salvatore Consales      | Eccellenza B, 14.º                        |
| Sant'Agata              | Sant'Agata di Militello | Fresina                 | Eccellenza A, 3.º                         |
| Santa Croce             | Santa Croce Camerina    | John Fitzgerald Kennedy | Eccellenza B, 7.º                         |
| Scordia                 | Scordia                 | Aldo Binanti            | Eccellenza B, 10.º                        |
| Sporting Pedara         | Pedara                  | Comunale                | Promozione C, 2.º                         |

## Ediciones anteriores
| - 1991–92: Vittoria - 1992–93: Milazzo - 1993–94: Gravina - 1994–95: Nissa - 1995–96: Orlandina - 1996–97: Mazara - 1997–98: Agrigento - 1998–99: Gattopardo - 1999–2000: Panormus. - 2000–01: Pro Favara - 2001–02: Marsala - 2002–03: Fincantieri - 2003–04: Folgore Castelvetrano - 2004–05: Campobello - 2005–06: Paternò - 2006–07: Alcamo - 2007–08: Nissa - 2008–09: Mazara - 2009–10: Marsala - 2010–11: Licata - 2011–12: Ribera - 2012–13: Akragas - 2013–14: Leonfortese - 2014–15: Marsala - 2015–16: Gela - 2016–17: Paceco - 2017–18: Marsala - 2018–19: Licata - 2019–20: Dattilo Noir | - 1991–92: Partinico - 1992–93: Bagheria - 1993–94: Canicatti - 1994–95: Caltagirone - 1995–96: Peloro Messina - 1996–97: Vittoria - 1997–98: Siracusa - 1998–99: Caltagirone - 1999–2000: Paternò - 2000–01: Belpasso - 2001–02: Misterbianco - 2002–03: Modica - 2003–04: Giarre - 2004–05: Comiso - 2005–06: Licata - 2006–07: Libertas Acate-Modica - 2007–08: Castiglione - 2008–09: Milazzo - 2009–10: Acireale - 2010–11: A.C. Palazzolo - 2011–12: Ragusa - 2012–13: Orlandina - 2013–14: Tiger Brolo - 2014–15: Città di Siracusa - 2015–16: Igea Virtus - 2016–17: S.C. Palazzolo - 2017–18: Città di Messina - 2018–19: Marina di Ragusa - 2019–20: Paternò |